# Banoštor
Banoštor (Баноштор) és un poble de Sèrbia. Està situat en la municipalitat de Beočin, a la província de Voivodina. Tot i que el poble està situat geogràficament a Sirmia, forma part del districte de Bačka del Sud. El poble té majoria ètnica sèrbia i un total de 780 habitants (cens del 2002).

## Nom
El nom Banoštor significa monestir del "ban". Va rebre el nom pel monestir que hi va ser fundat durant el segle xii en aquest indret. El fundador del monestir va ser el fill del župan serbi Uroš I, que era un palatí del Regne d'Hongria, i que va governar sobre Sirmia del 1142 al 1163.
En serbi, el poble és conegut com a Banoštor (Баноштор) i en hongarès com a Bánmonostor.

## Història
Després de la invasió celta dels Balcans el 279 aC, els celtes es van assentar per tota Sèrbia. El seu assentament a Banoštor fou anomenat Malata. Posteriorment, el lloc fou conquerit pels romans al segle i aC i fou rebatejat com a Bononia. Els romans transformaren l'assentament en una fortalesa. Estava situada enfront d'Onagrinum, al Danubi, al país dels Iazigs i formava part de la província romana de Pannònia.
Fou estació de la V cohort de la V legió, i d'un esquadró de cavalleria dàlmata. Els emperadors romans van visitar Bononia per conduir un conjunt de legionaris. La legió romana anomenada Herkulia VI també va estar estacionada al poble. Hi havia dos altars religiosos prop de Bononia, un dedicat a Júpiter i l'altre dedicat a Neptú.
Molts serbis de la zona van ser executats al camp de concentració de Jasenovac (1941-1945) pel règim croat feixista de l'Ústaixa, aliat dels nazis durant la Segona Guerra Mundial.